# Lena Headey

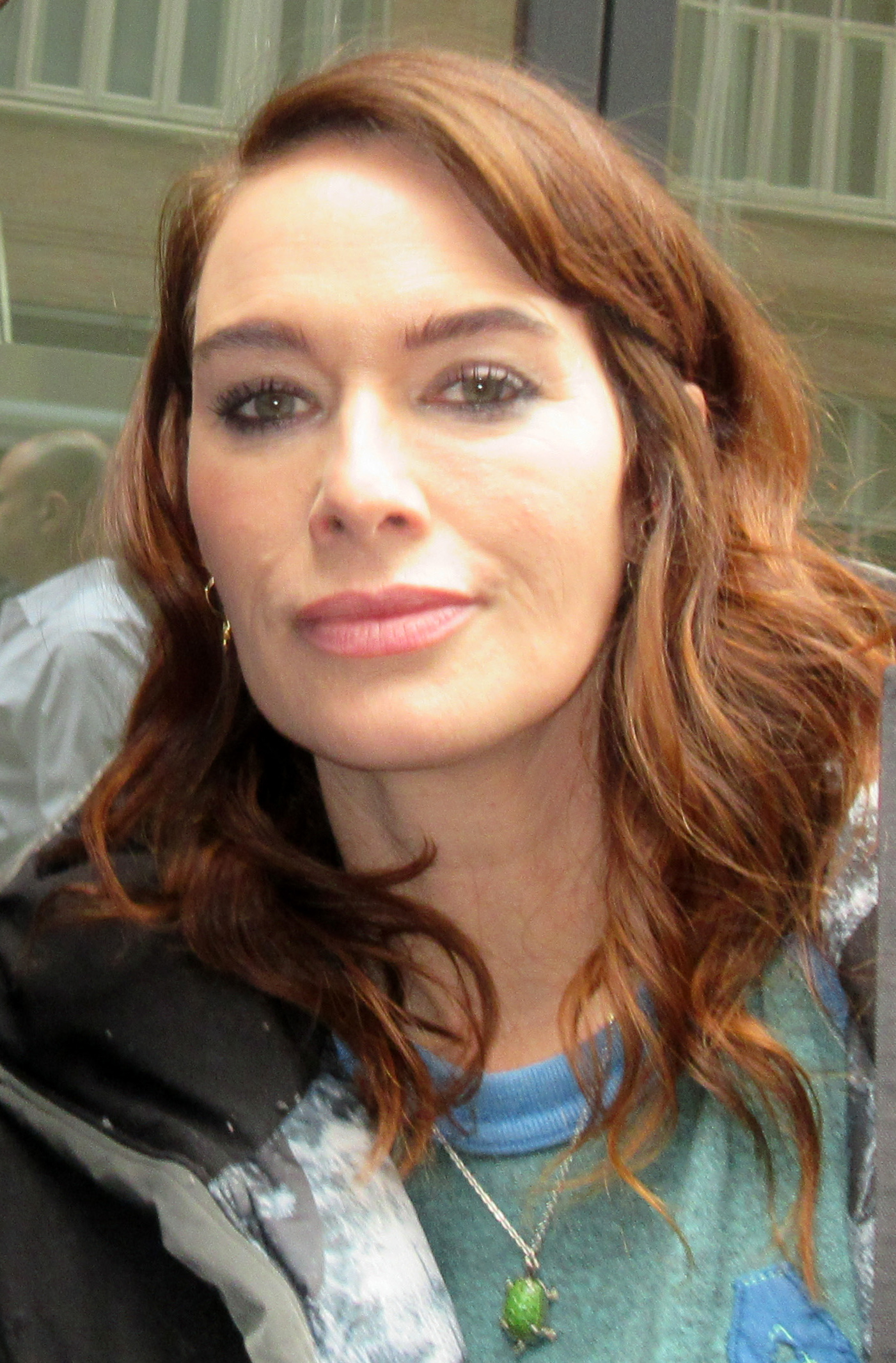
Lena Headey (2019)

Lena Kathren Headey (* 3. Oktober 1973 in Hamilton, Bermuda) ist eine britische Schauspielerin, die mit Filmen wie Brothers Grimm und 300 sowie mit ihren Rollen in den Fernsehserien Terminator: The Sarah Connor Chronicles und Game of Thrones international bekannt wurde.

## Leben

### Kindheit und Jugend
Headeys Eltern John und Susan lebten von 1971 bis 1976 auf den Bermudas, wo ihr Vater als Polizist arbeitete und sie selbst 1973 zur Welt kam. 1976 siedelte die Familie für zwölf Monate ins nordenglische Huddersfield über, woher beide Elternteile stammten. Als Headey vier Jahre alt war, zogen sie nach Somerset um, kehrten jedoch 1982 nach Huddersfield zurück. Dort wuchs sie mit ihrem jüngeren Bruder Tim in einfachen Verhältnissen auf und besuchte die Shelley High School. Auf den Wunsch ihrer Mutter hin nahm sie Sprechunterricht, um sich „wie eine Lady“ ausdrücken zu können, was sie jedoch in einer Umgebung der Arbeiterklasse zeitweilig zur Außenseiterin machte. „Seit ich klein war, habe ich einen ausgeprägten Sinn für Unabhängigkeit und einen Überlebensdrang. Als Kind stand ich, emotional gesehen, auf meinen eigenen Füßen“, so Headey 2007. Nachdem sie bei einer Theateraufführung ihrer Schule am Londoner Royal National Theatre für den Film entdeckt worden war, brach Headey, die eigentlich Friseurin werden wollte, im Alter von 17 Jahren ihre Schulausbildung in Huddersfield ab, um sich ganz der Schauspielerei zu widmen.

### Film- und Fernsehkarriere
Ihre erste Filmrolle hatte Headey 1992 in Stephen Gyllenhaals Literaturverfilmung Waterland, die auf einem Roman von Graham Swift beruht. Sie war dabei in Rückblenden als Jeremy Irons’ zukünftige Ehefrau zu sehen. Nach ersten Einsätzen in britischen Fernsehproduktionen folgte 1993 ein Auftritt als Hausmädchen an der Seite von Anthony Hopkins und Emma Thompson in dem preisgekrönten Film Was vom Tage übrig blieb. In Das Dschungelbuch, Disneys Realfilmversion basierend auf Rudyard Kiplings Roman, spielte sie ein Jahr später die weibliche Hauptrolle. 1995 verkörperte sie eine drogensüchtige Raverin in dem Fernsehfilm E wie Ecstasy. Zwei Jahre später war sie in der Virginia-Woolf-Verfilmung Mrs. Dalloway zu sehen, in der Vanessa Redgrave die Titelrolle spielte. Daraufhin stand sie als Königin Guinevere für den Fernsehzweiteiler Merlin neben Sam Neill vor der Kamera, mit dem sie bereits Das Dschungelbuch gedreht hatte. 1998 war sie neben Penélope Cruz die Hauptdarstellerin von Lieber gestern als nie … unter der Regie von María Ripoll. 1999 kam sie in der Puschkin-Verfilmung Onegin – Eine Liebe in St. Petersburg an der Seite von Ralph Fiennes und Liv Tyler in einer Nebenrolle zum Einsatz.

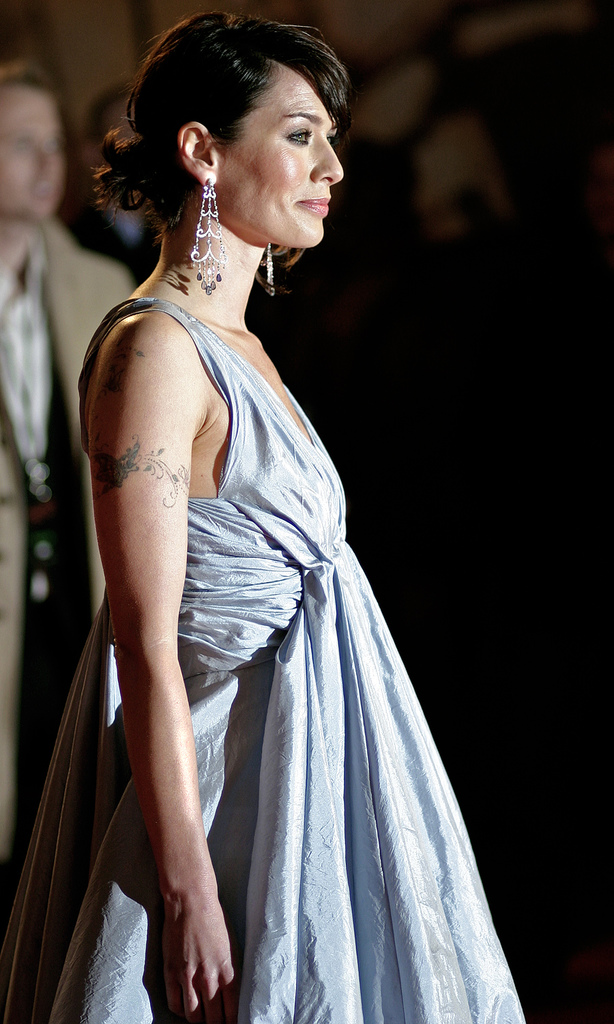
Lena Headey im März 2007 bei der Premiere von 300 in London

Im Jahr 2000 folgte das College-Drama Tödliche Gerüchte mit James Marsden und Kate Hudson. Noch im selben Jahr gab ihr Hans Petter Moland die Hauptrolle in seinem Film Aberdeen, in dem sie in der Rolle einer Londoner Anwältin ihren alkoholkranken Vater – gespielt von Stellan Skarsgård – von Norwegen zu ihrer im Sterben liegenden Mutter (Charlotte Rampling) nach Schottland bringen soll. Für ihre Darbietung in Aberdeen erhielt sie die Silberne Iris beim Brussels European Film Festival sowie eine Nominierung für den Chlotrudis Award. Es folgten Rollen in der Kriminalkomödie Das B-Team: Beschränkt und auf Bewährung (2001), in dem Filmdrama Anazapta – Der schwarze Tod, das während der Pestepidemie des 14. Jahrhunderts spielt, sowie in Besessen, einer Literaturverfilmung mit Gwyneth Paltrow und Jennifer Ehle. 2005 trat sie in dem Fantasyfilm Brothers Grimm neben Matt Damon und Heath Ledger als furchtlose Fallenstellerin auf. Ebenfalls 2005 stand sie als Wissenschaftlerin in dem Horrorfilm The Cave und als lesbische Floristin in der Liebeskomödie Eine Hochzeit zu dritt jeweils neben Piper Perabo vor der Kamera. Der internationale Durchbruch gelang ihr 2007 als Königin Spartas in der Comicverfilmung 300, die ihr Nominierungen für den MTV Movie Award und den Saturn Award einbrachte. Als belgische Krankenschwester war sie ein Jahr später in der Filmbiografie Der Rote Baron neben ihren deutschen Schauspielkollegen Matthias Schweighöfer und Til Schweiger in den Kinos zu sehen.
Von Januar 2008 bis Mai 2009 spielte Headey die Hauptrolle der Sarah Connor in der Science-Fiction-Serie Terminator: The Sarah Connor Chronicles, die auf James Camerons Terminator-Filmen basiert. Von 2011 bis 2019 war sie in der sehr erfolgreichen und preisgekrönten Fantasy-Serie Game of Thrones, nach der Romanreihe von George R. R. Martin, in der Rolle der hinterhältigen Königin Cersei zu sehen. Für beide Fernsehserien erhielt sie weitere Nominierungen für den Saturn Award. Die Rolle der Cersei bescherte ihr zudem fünf Emmy-Nominierungen. In der Comicverfilmung Dredd verkörperte sie 2012 eine brutale, mit einer Narbe entstellten Drogenbaronin. Nach Auftritten in The Purge – Die Säuberung (2013) und Chroniken der Unterwelt – City of Bones (2013) war sie 2014 in 300: Rise of an Empire erneut als Königin Spartas zu sehen. 2016 folgte die Rolle der kampferprobten und mit einer Augenklappe ausgestatteten Lady Catherine de Bourgh in der Jane-Austen-Parodie Stolz und Vorurteil und Zombies.
Bisweilen ist Headey auch als Synchronsprecherin tätig, so etwa bei dem japanischen Computeranimationsfilm Kingsglaive: Final Fantasy XV (2016), bei der Zeichentrickserie Danger Mouse (2015–2017), bei der Animationsserie Trolljäger (2017–2018) sowie bei der Fantasy-Serie Der dunkle Kristall: Ära des Widerstands (2019).
Im Jahr 2018 wurde Headey in die Academy of Motion Picture Arts and Sciences berufen, die jährlich die Oscars vergibt.

### Privatleben
Headey war neun Jahre lang mit ihrem Schauspielkollegen Jason Flemyng liiert, den sie während der Dreharbeiten zu Das Dschungelbuch kennengelernt hatte. Am 19. Mai 2007 heiratete sie den irischen Musiker Peter Paul Loughran, mit dem sie seit 2010 einen gemeinsamen Sohn hat. Ende 2011 trennte sich das Paar, 2012 reichte sie die Scheidung ein. Am 10. Juli 2015 wurde sie Mutter ihres zweiten Kindes, einer Tochter.
Am 6. Oktober 2022 trat Headey in Italien in zweiter Ehe mit dem US-amerikanischen Schauspieler Marc Menchaca vor den Traualtar, mit dem sie seit 2020 liiert war.

## Filmografie (Auswahl)
- 1992: Waterland
- 1993: The Clothes in the Wardrobe (Fernsehfilm)
- 1993: Was vom Tage übrig blieb (The Remains of the Day)
- 1993: Century
- 1994: Fair Game (Fernsehfilm)
- 1994: MacGyver – Endstation Hölle (MacGyver: Trail to Doomsday, Fernsehfilm)
- 1994: Das Dschungelbuch (The Jungle Book)
- 1995: Im Auftrag des Teufels (Devil’s Advocate, Fernsehfilm)
- 1995: E wie Ecstasy (Loved Up, Fernsehfilm)
- 1995: The Grotesque
- 1996–1997: Band of Gold (Fernsehserie, acht Folgen)
- 1997: Begierde – The Hunger (The Hunger, Fernsehserie, eine Folge)
- 1997: Face
- 1997: Mrs. Dalloway
- 1998: Merlin (Fernsehzweiteiler)
- 1998: Lieber gestern als nie … (The Man with Rain in His Shoes)
- 1999: Onegin – Eine Liebe in St. Petersburg (Onegin)
- 2000: Ropewalk
- 2000: Tödliche Gerüchte (Gossip)
- 2000: Aberdeen
- 2001: Das B-Team: Beschränkt und auf Bewährung (The Parole Officer)
- 2002: Churchill – The Gathering Storm (The Gathering Storm, Fernsehfilm)
- 2002: Anazapta – Der schwarze Tod (Anazapta)
- 2002: Besessen (Possession)
- 2002: Ripley’s Game
- 2003: The Actors
- 2004: The Long Firm (Miniserie, zwei Folgen)
- 2005: Brothers Grimm (The Brothers Grimm)
- 2005: The Cave
- 2005: Eine Hochzeit zu dritt (Imagine Me & You)
- 2006: 300
- 2007: The Contractor – Doppeltes Spiel (The Contractor)
- 2007: Die Girls von St. Trinian (St. Trinian’s)
- 2008: The Broken
- 2008: Der Rote Baron (The Red Baron)
- 2008: Whore
- 2008–2009: Terminator: The Sarah Connor Chronicles (Fernsehserie, 31 Folgen)
- 2009: Laid to Rest
- 2009: Das schwarze Herz (Tell-Tale)
- 2009: The Devil’s Wedding (Kurzfilm)
- 2010: Pete Smalls Is Dead
- 2011: White Collar (Fernsehserie, eine Folge)
- 2011–2019: Game of Thrones (Fernsehserie, 62 Folgen)
- 2012: Dredd
- 2013: The Purge – Die Säuberung (The Purge)
- 2013: Chroniken der Unterwelt – City of Bones (The Mortal Instruments: City Of Bones)
- 2013: Der Abenteurer – Der Fluch des Midas (The Adventurer: The Curse of the Midas Box)
- 2014: Joe Albany – Mein Vater, die Jazzlegende (Low Down)
- 2014: 300: Rise of an Empire
- 2014–2017: Uncle Grandpa (Fernsehserie, vier Folgen, Stimme)
- 2015: Zipper
- 2015–2017: Danger Mouse (Fernsehserie, acht Folgen, Stimme)
- 2016: Stolz und Vorurteil und Zombies (Pride and Prejudice and Zombies)
- 2017: Thumper
- 2017–2018: Trolljäger (Trollhunters, Fernsehserie, 13 Folgen, Stimme)
- 2018–2020: Rise of the Teenage Mutant Ninja Turtles (Fernsehserie, neun Folgen, Stimme)
- 2018: Leading Lady Parts (Fernsehkurzfilm)
- 2019: Fighting with My Family
- 2019: The Flood
- 2019–2020: Infinity Train (Fernsehserie, sechs Folgen, Stimme)
- 2019: Der dunkle Kristall: Ära des Widerstands (The Dark Crystal: Age of Resistance, Fernsehserie, sechs Folgen, Stimme)
- 2020: Die Zauberer (Wizards, Fernsehserie, neun Folgen, Stimme)
- 2021: Twist
- 2021: Gunpowder Milkshake
- seit 2021: Masters of the Universe – Revelation (Fernsehserie, Stimme)
- 2022: 9 Bullets
- 2023: White House Plumbers (Miniserie, fünf Folgen)
- 2023: The Trap (Regie, Drehbuch und Produktion)
- 2023–2024: Beacon 23 (Fernsehserie, elf Folgen)

## Auszeichnungen (Auswahl)
Brussels European Film Festival
- 2001: Silberne Iris in der Kategorie Beste Hauptdarstellerin für Aberdeen

British Academy Film Award
- 2020: Nominierung in der Kategorie Bester Kurzfilm (zusammen mit Anthony Fitzgerald) für The Trap

Chlotrudis Award
- 2003: Nominierung in der Kategorie Beste Hauptdarstellerin für Aberdeen

Emmy Award
- 2014: Nominierung in der Kategorie Beste Nebendarstellerin in einer Dramaserie für Game of Thrones
- 2015: Nominierung in der Kategorie Beste Nebendarstellerin in einer Dramaserie für Game of Thrones
- 2016: Nominierung in der Kategorie Beste Nebendarstellerin in einer Dramaserie für Game of Thrones
- 2018: Nominierung in der Kategorie Beste Nebendarstellerin in einer Dramaserie für Game of Thrones
- 2019: Nominierung in der Kategorie Beste Nebendarstellerin in einer Dramaserie für Game of Thrones

Festival de Télévision de Monte-Carlo
- 2012: Nominierung für die Goldene Nymphe in der Kategorie Beste Darstellerin in einer Dramaserie für Game of Thrones

Golden Globe Award
- 2017: Nominierung in der Kategorie Beste Nebendarstellerin – Serie, Mini-Serie oder TV-Film für Game of Thrones

MTV Movie Awards
- 2007: Nominierung in der Kategorie Bester Newcomer für 300

Saturn Award
- 2008: Nominierung in der Kategorie Beste Nebendarstellerin für 300
- 2008: Nominierung in der Kategorie Beste TV-Hauptdarstellerin für Terminator: The Sarah Connor Chronicles
- 2009: Nominierung in der Kategorie Beste TV-Hauptdarstellerin für Terminator: The Sarah Connor Chronicles
- 2012: Nominierung in der Kategorie Beste TV-Hauptdarstellerin für Game of Thrones

Screen Actors Guild Award
- 2012: Nominierung in der Kategorie Bestes Schauspielensemble in einer Dramaserie für Game of Thrones
- 2014: Nominierung in der Kategorie Bestes Schauspielensemble in einer Dramaserie für Game of Thrones
- 2015: Nominierung in der Kategorie Bestes Schauspielensemble in einer Dramaserie für Game of Thrones
- 2016: Nominierung in der Kategorie Bestes Schauspielensemble in einer Dramaserie für Game of Thrones
- 2017: Nominierung in der Kategorie Bestes Schauspielensemble in einer Dramaserie für Game of Thrones
- 2018: Nominierung in der Kategorie Bestes Schauspielensemble in einer Dramaserie für Game of Thrones
- 2020: Nominierung in der Kategorie Bestes Schauspielensemble in einer Dramaserie für Game of Thrones

Teen Choice Award
- 2007: Nominierung in der Kategorie Choice Movie Actress – Action Adventure für 300